# Passion Flower
Passion Flower ist ein US-amerikanischer Spielfilm aus dem Jahr 1930 mit Kay Francis in der Hauptrolle. Der Film basiert auf dem gleichmaigen Roman von Kathleen Norris.

## Handlung
Katherine 'Cassy' Pringle ist die Tochter einer reichen, angesehenen Familie der besseren Gesellschaft. Sie verliebt sich in ihren Chauffeur, Dan Wallace, und heiratet ihn gegen den Willen ihrer Eltern und wird daraufhin enterbt. In der Zwischenzeit hat Dulce Morado, die Cousine von Cassy, einen reichen, langweiligen alten Mann aus Napa Valley geheiratet. Sie unterstützt Cassy und ihren Mann finanziell und sorgt dafür, dass beide in ihre Nähe ziehen. Allmählich entdecken Dulce und Dan ihre leidenschaftlichen Gefühle füreinander und beginnen eine Affäre. Beide Ehen drohen zu scheitern und Dulce geht mit Dan nach Europa. Ein Brief von Cassy bringt Dan jedoch wieder zur Besinnung und er kehrt zurück zu seiner Familie. Dulce bleibt traurig zurück, hiding a broken heart under several yards of mink, wie eine damalige Kritik ihren Seelenzustand passend zusammenfasste.

## Hintergrund
Kay Francis war innerhalb weniger Monate zu einer beliebten Darstellerin melodramatischer Frauenschicksale aufgestiegen, wenn auch ihr Heimatstudio Paramount nicht so recht wusste, wie es die Schauspielerin einsetzen sollte. Nach einigen Erfolgen mit William Powell war Francis vor allem unter den weiblichen Zuschauern populär für ihre Fähigkeit, extravagante Garderoben auf der Leinwand mit größter Selbstverständlichkeit zu tragen. MGM bot der Schauspielerin die Hauptrolle in Die Sünde der Madelon Claudet an, doch Francis lehnte ab. Drastisch und ehrlich, wie es ihre Art war, begründete sie die Entscheidung:

„Ich müsste völlig verrückt sein diese dumme französische Prostituierte zu spielen. Warum verkauft sich diese dumme Gans, nur um Kleider für ihren Sohn zu kaufen? Bah. Wie kann man Sympathie für so eine beschränkte Frau schaffen?“

Helen Hayes hatte weniger Vorbehalte und übernahm die Rolle. Sie gewann für ihre Leistung auf der Oscarverleihung 1932 den Oscar als beste Darstellerin.
Kay Francis wählte stattdessen die Rolle in Passion Flower, hauptsächlich, weil ihr vertraglich top billing, also die Ankündigung ihres Namens über dem Titel als Star der Produktion zugesichert wurde, während sie bei Paramount selten über den Status eines featured player, also einer Nebendarstellerin, hinauskam. Das Drehbuch basierte auf einer Erzählung von Kathleen Norris und fiel in die damals beliebte Kategorie Reiches Mädchen - Armer Mann - Verworfener Vamp. 
Der Erfolg war für Francis jedoch nur kurzfristig, da Paramount immer noch nicht wusste, was mit der Schauspielerin anzufangen sei. Kurze Zeit später wechselte sie mit Ruth Chatterton und William Powell Anfang 1932 zu Warner Brothers, die ihr bessere Bezahlung und größere Rollen versprachen.
In Österreich kam der Film unter dem Titel Leidenschaft in den Verleih.

## Kinoauswertung
Mit Produktionskosten von 259.000 US-Dollar war Passion Flower für MGM-Standards ein kostengünstiger Film. An der Kinokasse erwies er sich mit Inlandseinnahmen in Höhe von 470.000 US-Dollar sowie weiteren 172.000 US-Dollar aus dem Ausland als erfolgreich. Ein Gesamteinspielergebnis in Höhe von 642.000 US-Dollar brachten dem Studio am Ende einen Gewinn von 138.000 US-Dollar.

## Kritiken
In der New York Times standen lobende Worte für den weiblichen Star zu lesen:

„Kay Francis ist überragend als die modische Dulce.“